# Odilia
Odilia  è un nome proprio di persona italiano femminile.

## Varianti
- Femminili: Odilla[1][2], Odile[1][2], Ottilia[1][2][3], Otilia[1], Udilia[1], Udilla[1], Utilia[1]
- Maschili: Odilio[1], Odillo[1], Odilone, Ottilio[1], Otilio[1], Udilio[1], Utilio[1]

### Varianti in altre lingue
- Asturiano: Odilia[4]
- Catalano: Odília[4], Odila[4]
  - Maschili: Otili[4]
- Francese: Odile[5]
  - Maschili: Odilon[6]
- Galiziano: Odilia[4]
- Germanico: Odilia[5], Odila[3][5], Uotila[3]
  - Maschili: Odilo[5]
- Inglese: Odile[7], Odilia[7], Odelia[5], Ottilia[1][7], Ottilie[7]
  - Alterati: Ottoline[5][7]
- Latino: Odilia[1][3], Otilia[1][3], Ottilia[1][3]
- Polacco: Otylia[5]
- Portoghese: Otília[5]
- Rumeno: Otilia[5]
- Slovacco: Otília
- Sloveno: Otilija
- Spagnolo: Otilia[5], Odilia[4], Odila[4], Odalis[5], Odalys[5]
  - Maschili: Otilio[4]
- Svedese: Ottilia[1]
- Tedesco: Ottilia[1], Ottilie[1][5], Odilia[1], Odilie[1][5]
  - Ipocoristici: Otte[3], Udel[3], Dilia[3], Dille[3], Dilli[3], Dill[3], Tilla[3], Tille[3]
- Ungherese: Otília

## Origine e diffusione

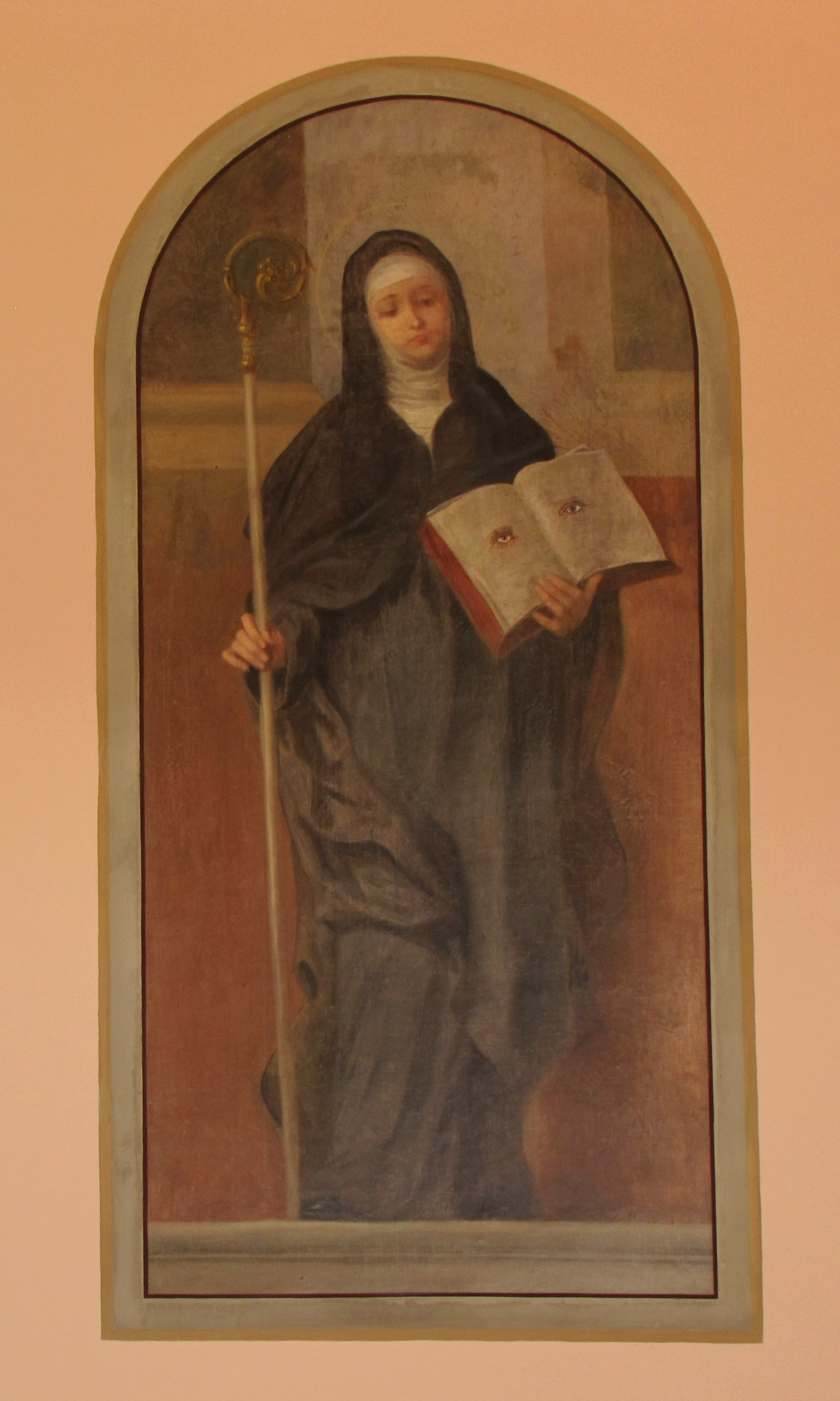
Sant'Ottilia di Hohenbourg

Si tratta di un nome di origine germanica, tratto dalla radice *othal, che significa "patria" o "beni ereditari", o da od, aud, "ricchezza", "patrimonio". Da alcune fonti viene considerato una variante diminutiva del nome Oddo (che condivide comunque la medesima etimologia).
Il nome, documentato in Germania con diverse forme latinizzate a partire dall'VIII secolo, ha avuto buona fortuna grazie al culto di varie sante e beate così chiamate; un'ulteriore spinta al suo uso è arrivata nel 1809, grazie ad un personaggio con questo nome nel romanzo di Goethe Le affinità elettive.
Il nome gode di buona diffusione nei paesi germanofoni, mentre è raro in Italia, attestandosi principalmente al Nord e al Centro, con la forma Ottilia concentrata in Alto Adige e Friuli-Venezia Giulia.

## Onomastico
L'onomastico viene festeggiato il 13 dicembre (14 in alcuni calendari) in ricordo di santa santa Ottilia, badessa di Hohenbourg, patrona dell'Alsazia, invocata per guarire dalla cecità. Un'altra santa con questo nome, una vergine compagna di martirio di sant'Orsola, è ricordata il 29 gennaio (o 13 dicembre, o 21 ottobre), mentre una beata, Odile Baumgarten, una dei martiri di Angers, è commemorata il 2 gennaio.
Per le varianti maschili, si ricorda inoltre sant'Odilone, abate di Cluny, celebrato l'11 maggio.

## Persone

### Variante Odile
- Odile Ahouanwanou, atleta beninese
- Odile Chalvin, sciatrice alpina francese
- Odile Decq, architetta francese
- Odile Gertze, modella namibiana
- Odile Redon, storica francese
- Odile Rodin, attrice francese
- Odile Speed, pittrice britannica
- Odile Versois, attrice francese
- Odile Vuillemin, attrice francese

### Variante Otilia

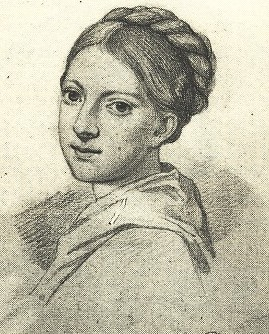
Ottilie von Goethe

- Otilia Bădescu, tennistavolista rumena
- Otilia Cazimir, poetessa, scrittrice, traduttrice e editorialista rumena

### Variante Ottilia
- Ottilia di Hohenbourg, religiosa francese
- Ottilia von Katzenelnbogen, nobildonna tedesca

### Variante Ottilie
- Ottilie Metzger-Lattermann, contralto tedesca
- Ottilie Patterson, cantante e pianista nordirlandese
- Ottilie von Goethe, scrittrice tedesca

### Altre varianti femminili
- Odalys Gorguet, schermitrice cubana
- Otylia Jędrzejczak, nuotatrice polacca
- Ottoline Morrell, nobildonna britannica

### Variante maschile Odilon
- Odilon Barrot, politico francese

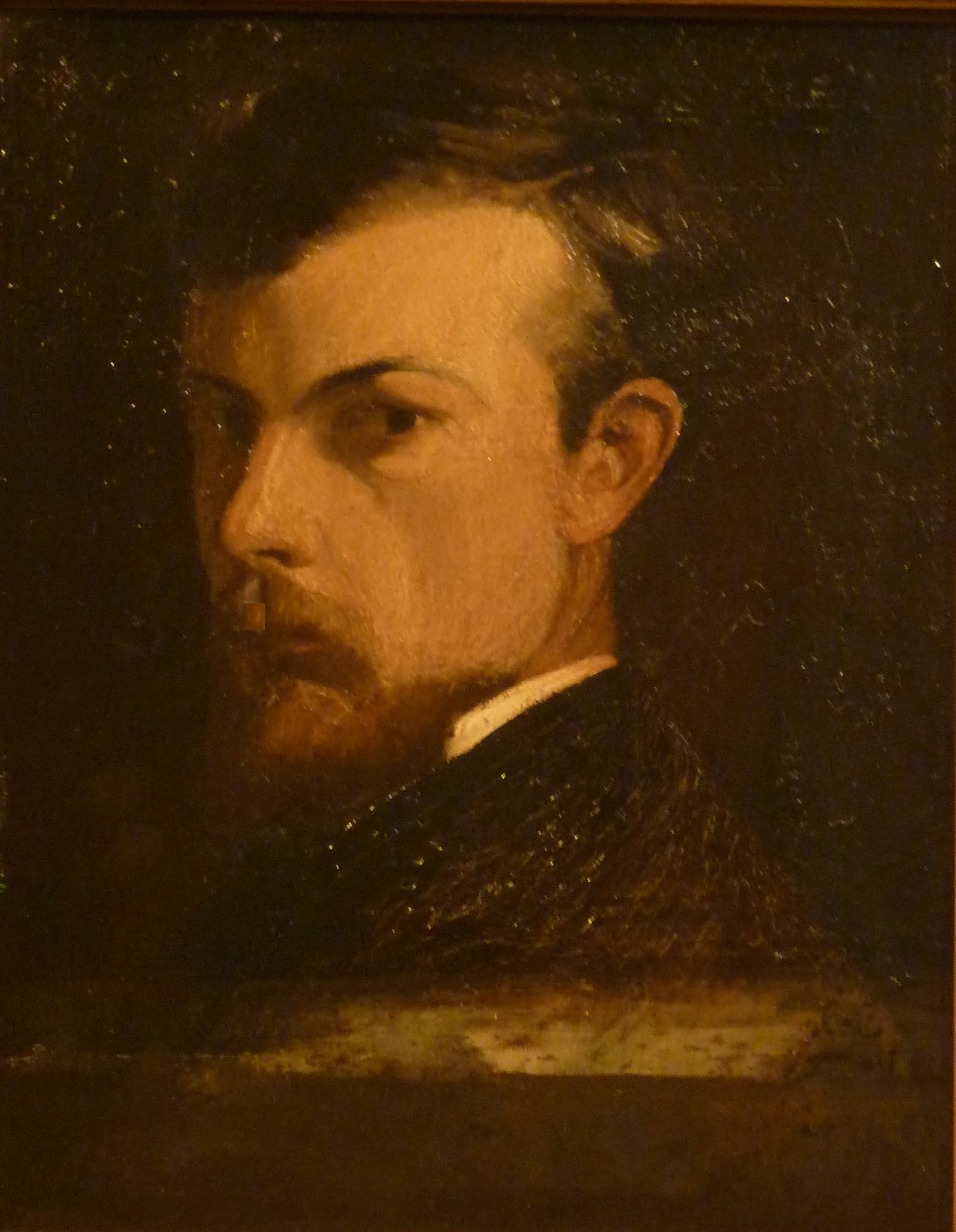
Odilon Redon

- Odilon Kossounou, calciatore ivoriano
- Odilon Polleunis, calciatore belga
- Odilon Redon, pittore e incisore francese

### Altre varianti maschili
- Odilone, duca di Baviera
- Odilone, abate di Cluny
- Odilone, conte di Girona
- Odilo Globočnik, generale e politico austriaco
- Odilio Moro, calciatore italiano
- Odilo Pedro Scherer, cardinale e arcivescovo cattolico brasiliano
- Otilio Ulate Blanco, politico costaricano

## Il nome nelle arti
- Ottilia è un personaggio del romanzo di Johann Wolfgang von Goethe Le affinità elettive.
- Ottilio Cuneo è un personaggio del romanzo di Mario Puzo Il padrino.
- Zia Ottilia è un personaggio della serie televisiva Caro maestro.
- Odile di Sant'Erasmo è un personaggio della soap opera Il paradiso delle signore.